# Kissler Sörfőzde
A dombóvári Kissler Sörfőzde és Sörkert a dombóvári kistérség egyetlen mikrósörfőzdéje. Itt készül többek között a Dombó Pál, a Gunarasi és az 1168 km hosszú Országos Kéktúra hivatalos  itala a Kék Sör is. A vállalkozás számos hazai és nemzetközi elismerést érdemelt ki. 2014-ben  Berlinben (Németország)  a Kissler-Holló Sör a Global Craft Beer Sörversenyen a leginnovatívabb sör lett. Termékeik hagyományos technológiával készülnek, söreik kizárólag természetes anyagokat tartalmaznak. Specialitásuk a csapolt gyümölcsös, fűszeres ill. a világos és barna sörök főzése.

## Története
Az 1970-es években indult el az Egyesült Királyságból a mikrosörfőzdék mozgalma. 1992-ben Kiss László és felesége Fadler Erzsébet újságokból ill. utazásaik  során találkoztak először a magánsörfőzde fogalommal, ami a rendszerváltozás utáni időszakban kezdett elterjedni Magyarországon.  Családi összefogás segítségével 1993-ban jött létre a  Kiss László és Társa Bt.  Fő profiluk az első évtizedben a hagyományos világos és a különlegesebbnek számító barna sör készítése volt, de a hazai és nemzetközi piac nyomására elkezdték a gyümölcsös, fűszeres sörök főzését is.

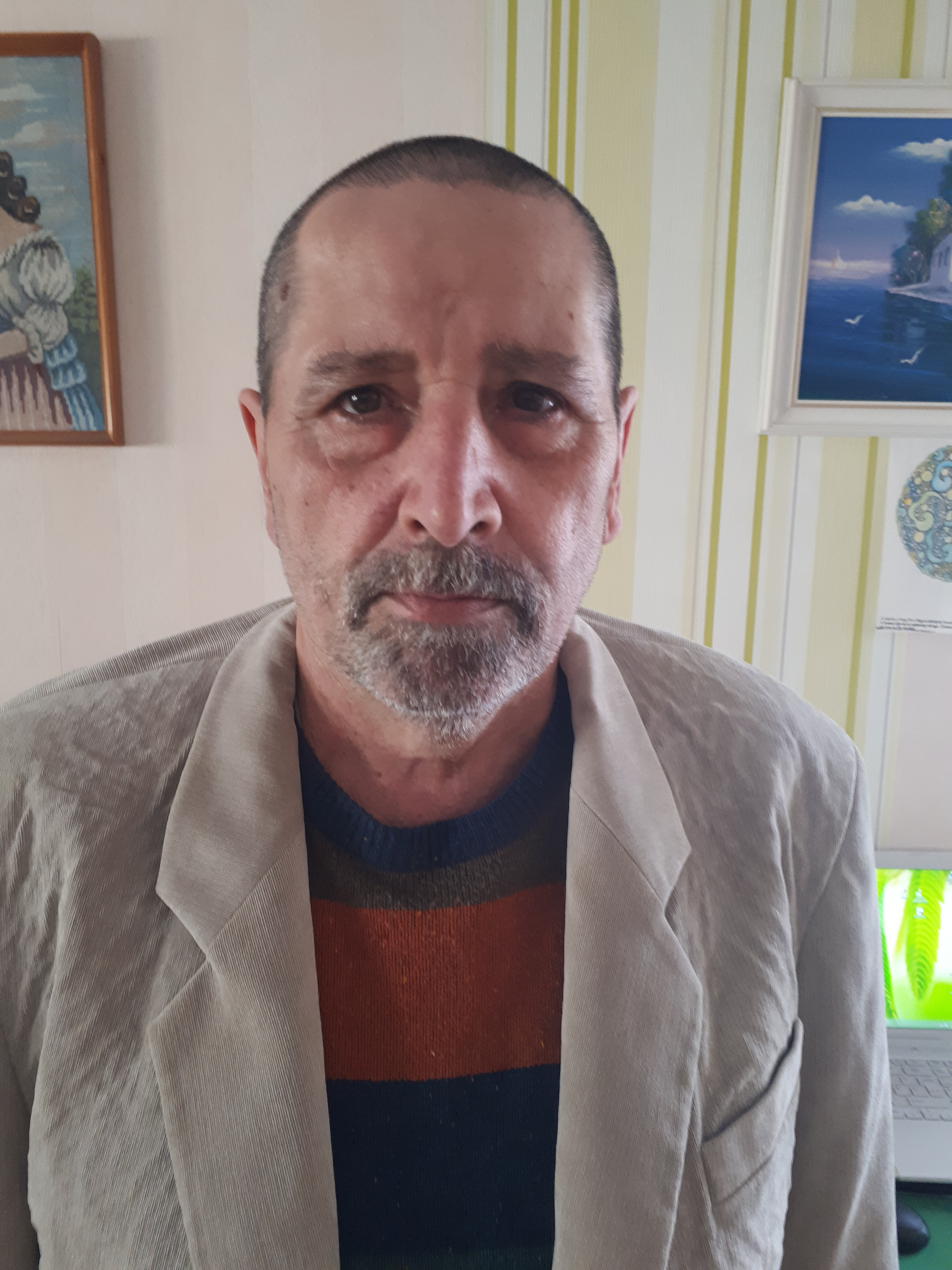
Kiss László
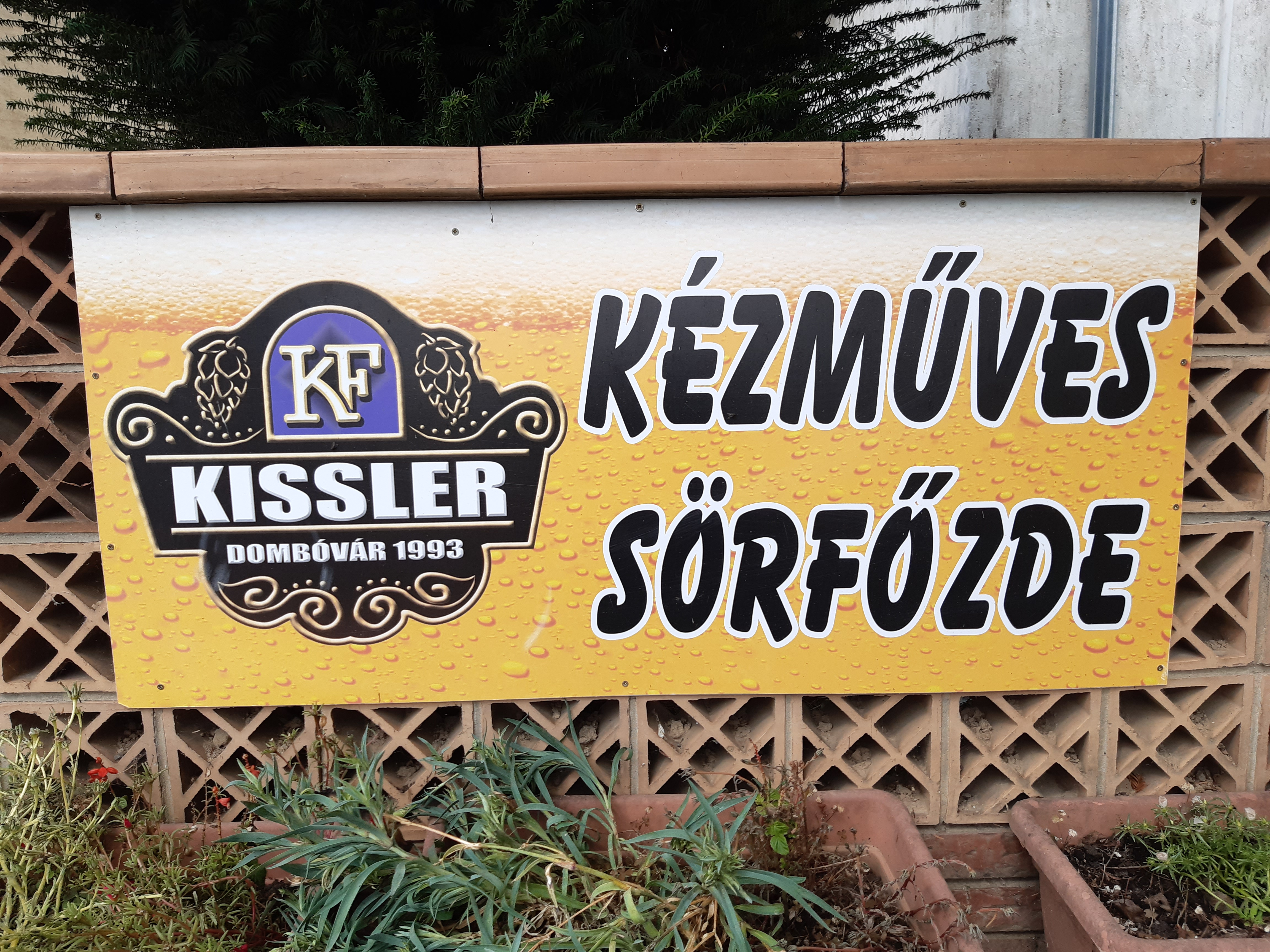
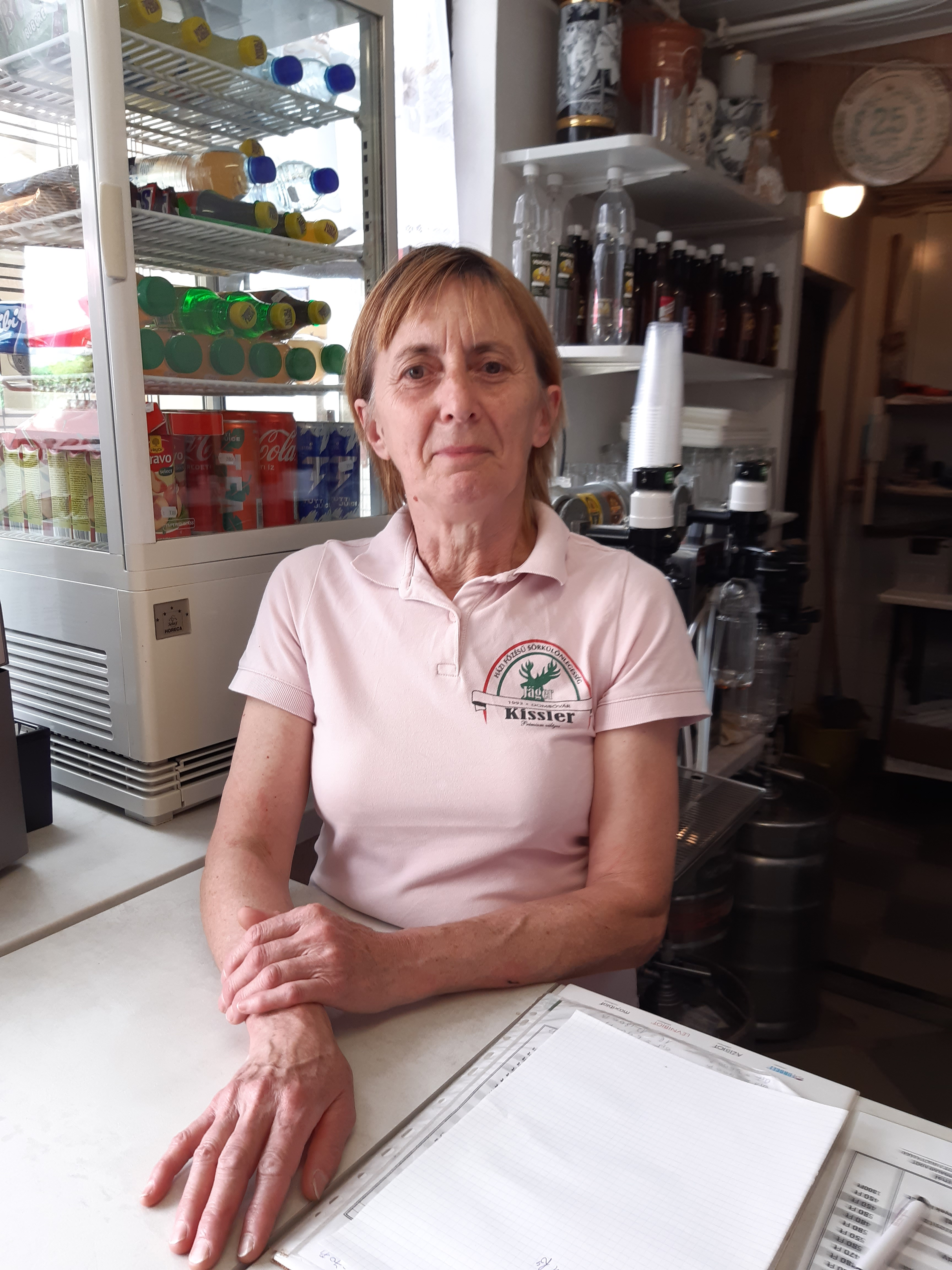
Kiss Lászlóné, Fadler Erzsébet

Elérése a Google-térképen: Kissler Sörfőzde és Söröző GPS 46.38352060403412, 18.115112558130605
Kissler Söröző - Gunarasfürdő GPS 46.40321171450516, 18.168149035788442

## Termékei
- Kissler-Mangós sör

Összetétele: víz, pilseni maláta, sörélesztő, komló, mangó sűrítmény, rózsavíz, lime szirup, vanília szirup. Alkoholtartalma: 4,7%
- Kissler-Rózsa Meggyes sör

Összetétele: víz, pilseni maláta, sörélesztő. komló, meggysűrítmény, rózsavíz, lime szirup, vanília szirup. Alkoholtartalma: 4,7%
- Dombó Pál sör[4]

Összetétele: víz, pilseni maláta, karamell maláta, sörélesztő és komló. Alkoholtartalma: 4,9%
- Hungária-Sörgő sör[5]

Összetétele: víz, pilseni maláta, kandiscukor, élesztő, komló. Alkoholtartalma: 6,5%
- Kissler-Rigó sör

Összetétele: víz, pilseni maláta, karamell maláta, festő maláta, komló és sörélesztő. Alkoholtartalom: 4,9%
- Kissler-Woodler sör[6]

Összetétele: víz, pilseni maláta, komló, sörélesztő és tölgyfachips. Alkoholtartalma: 4,9%
- Kissler-Ősforrás sör[7]

Összetétele: víz, pilseni maláta, élesztő, komló. Alkoholtartalma 4,9%
- Kissler-Holló sör[8]

Összetétele: víz, pilseni maláta, karamell maláta, festő maláta, élesztő, komló. Alkoholtartalma 4,9%.
- Kissler-Fito Sör[9]

Összetétele: víz, pilseni maláta, karamell maláta, homoktövis velő, komló, bazsalikom, élesztő. Alkoholtartalma: 5,7%
- Ninkaszi vágya (fügés sör)[10]

Összetétele: víz, pilseni maláta, füge püré, karamell maláta, festő maláta, sörélesztő, borókabogyó, komló és koriander. Alkoholtartalma 5,7%

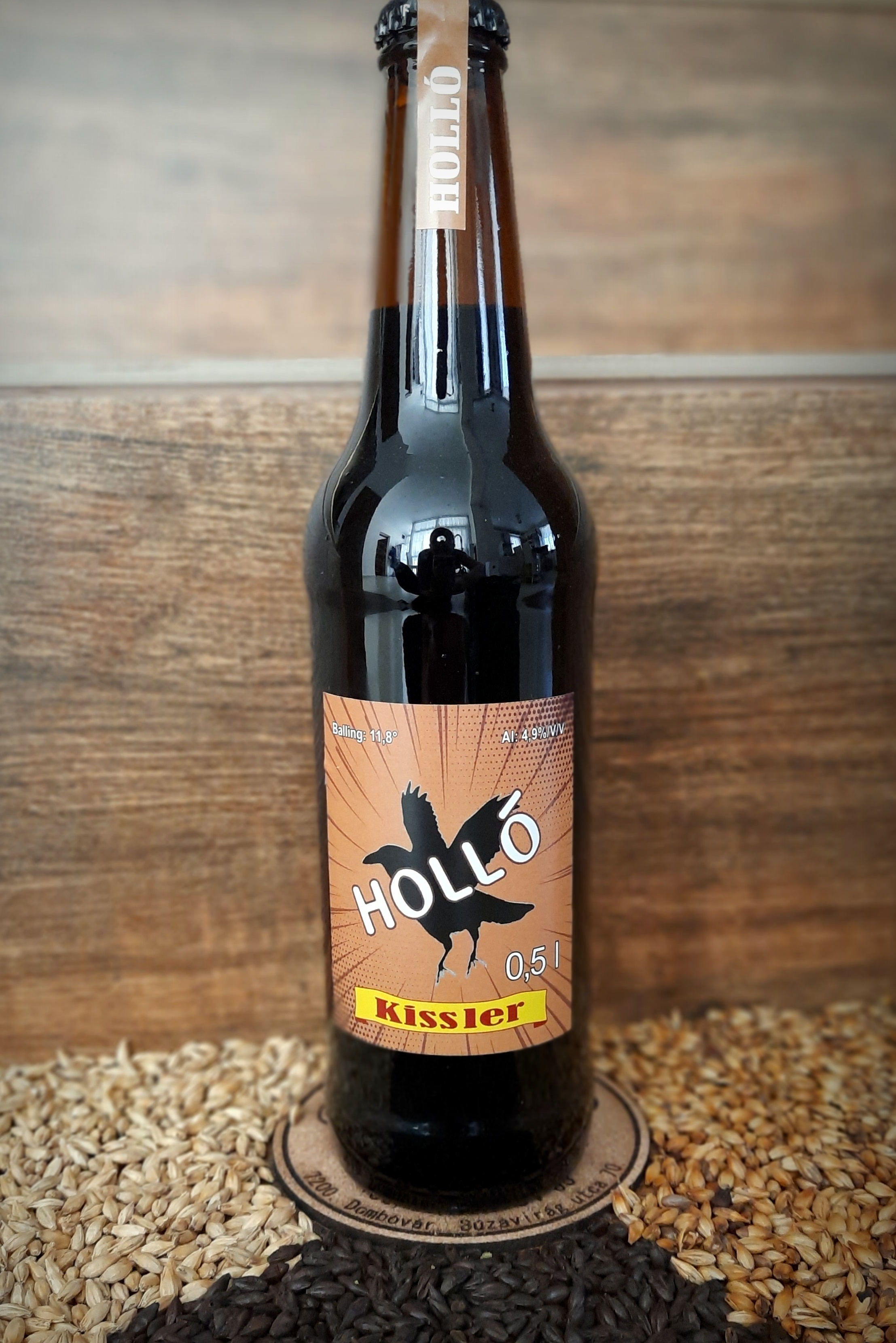
Holló sör
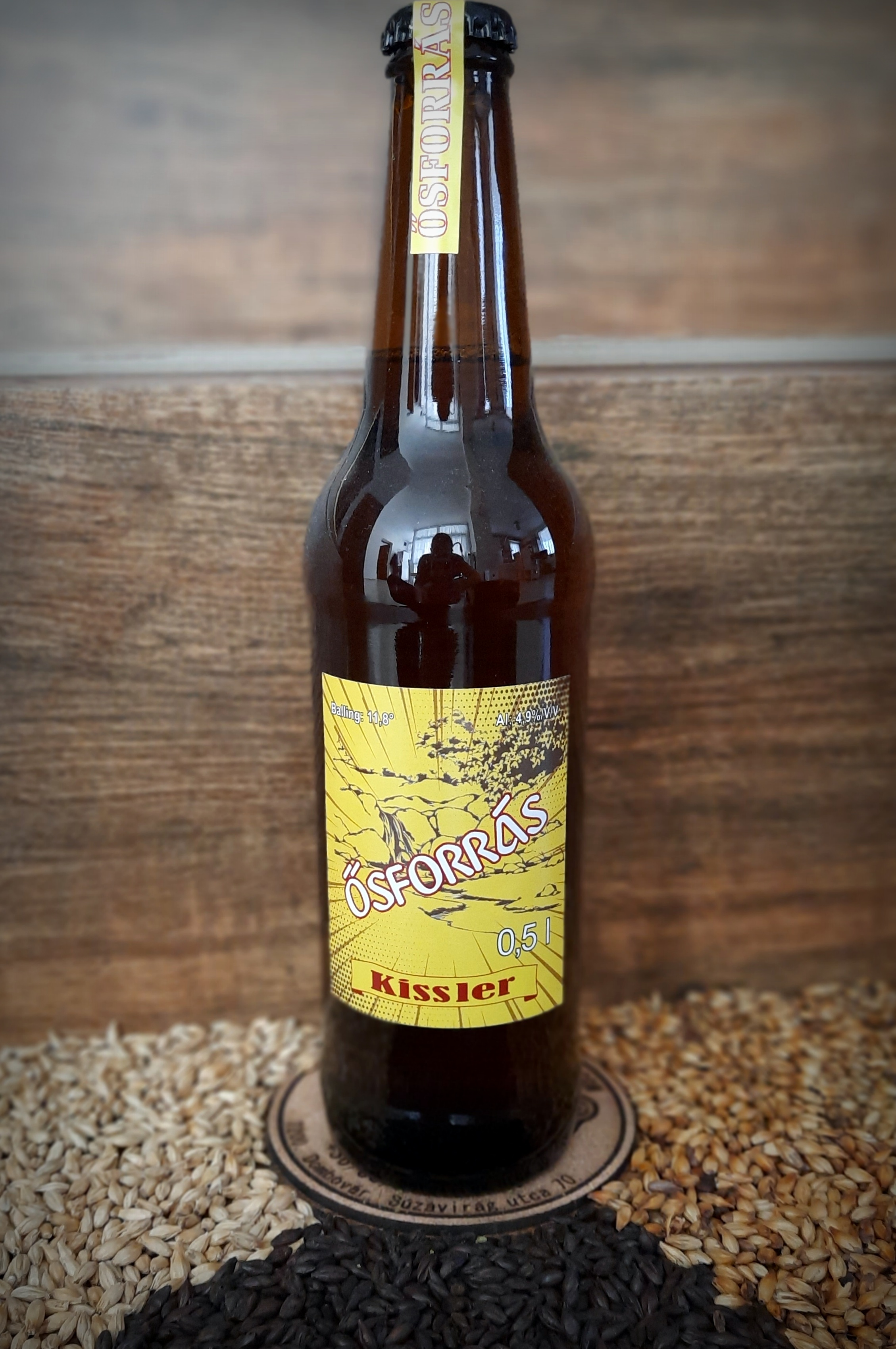
Ősforrás sör
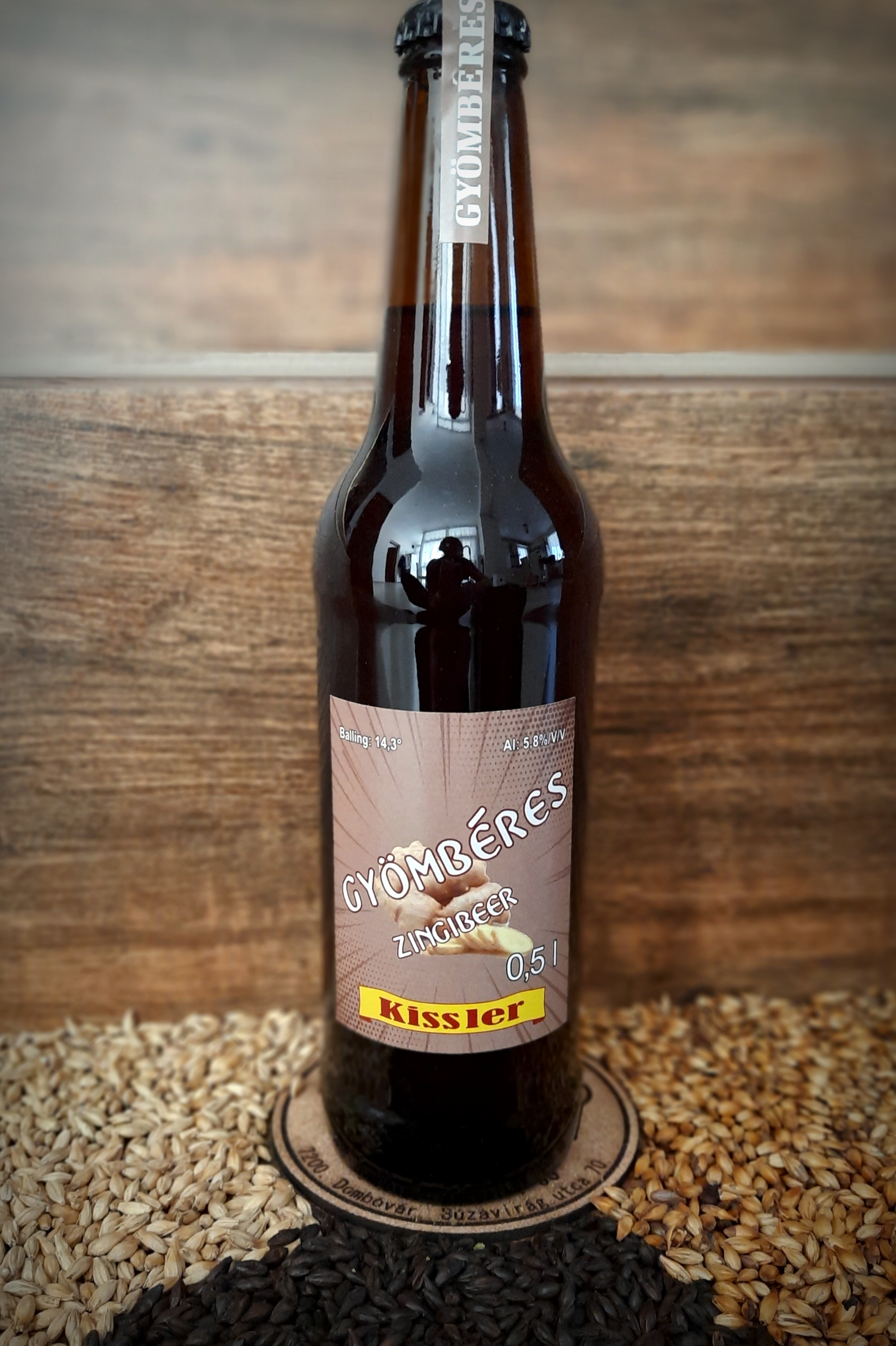
Gyömbéres sör
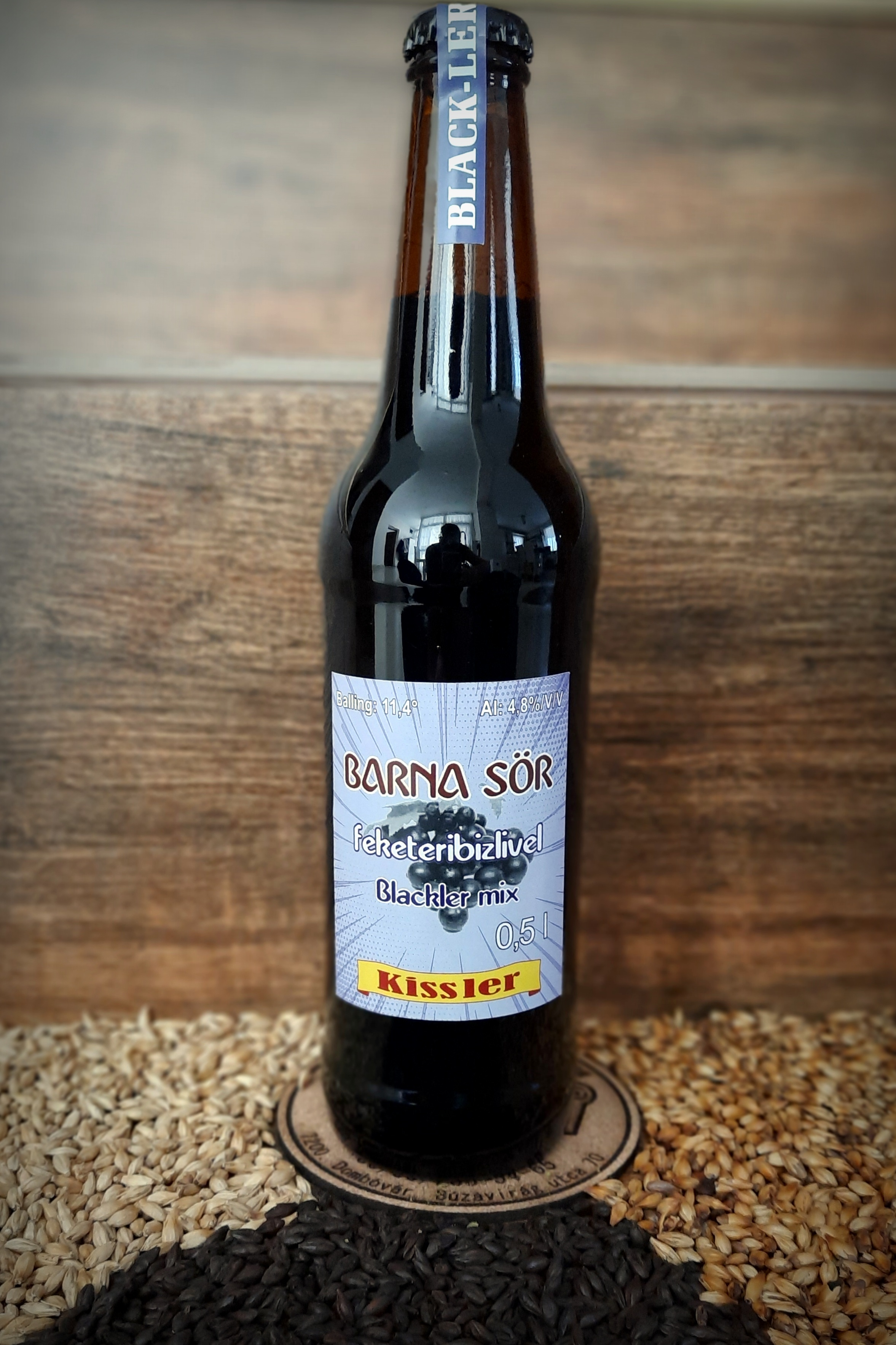
Feketeribizlis barna sör
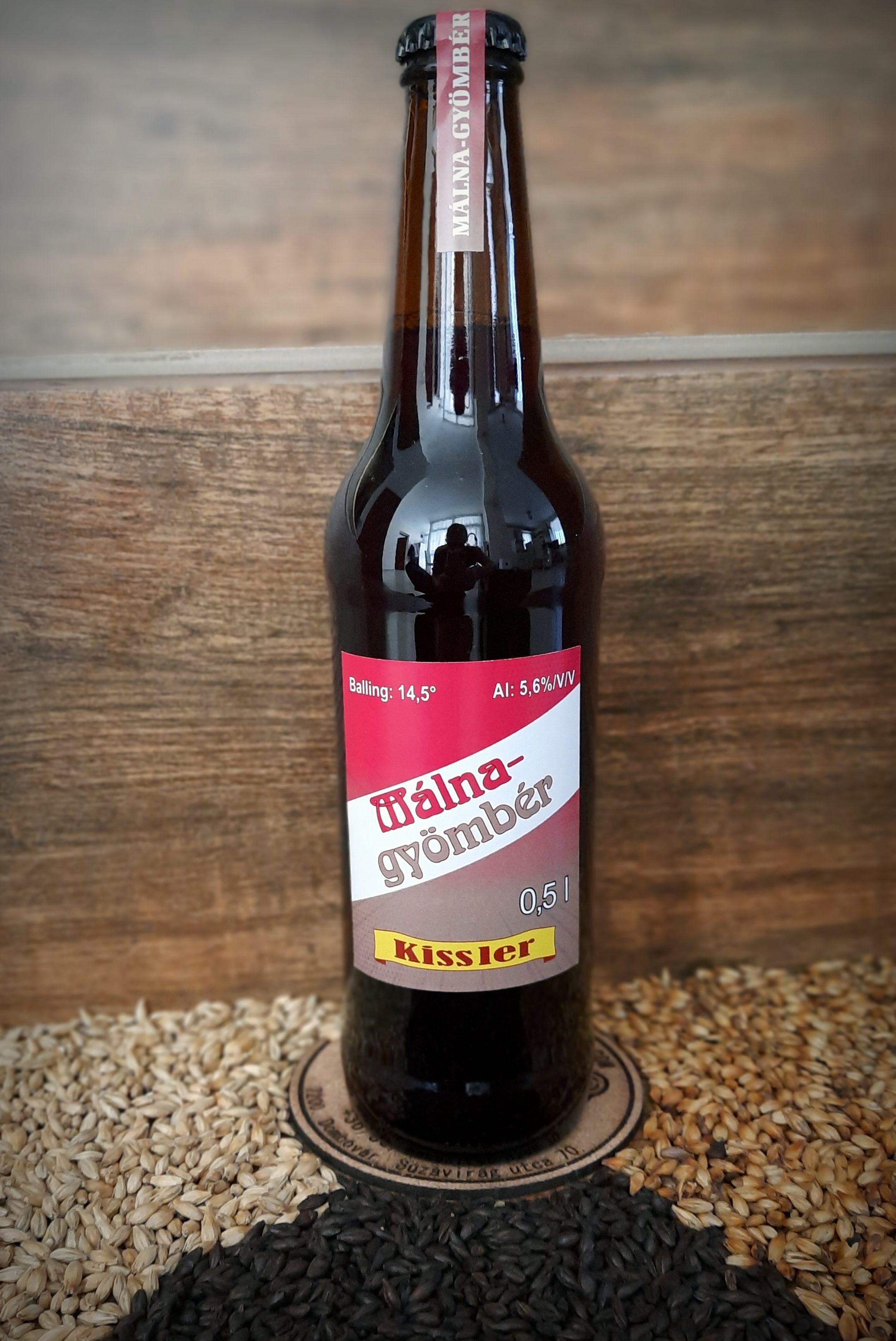
Málna-Gyömbér sőr
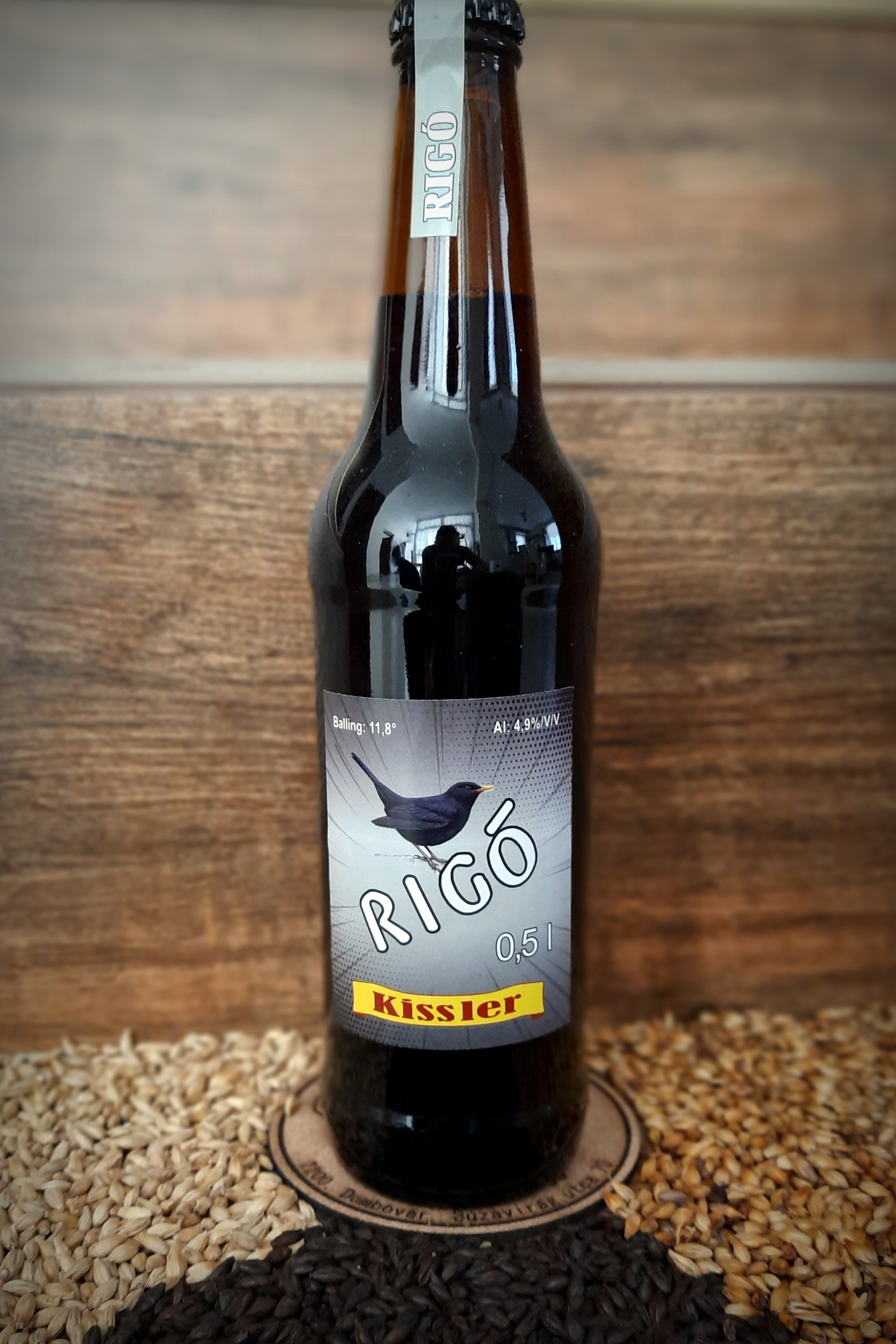
Rigó sör
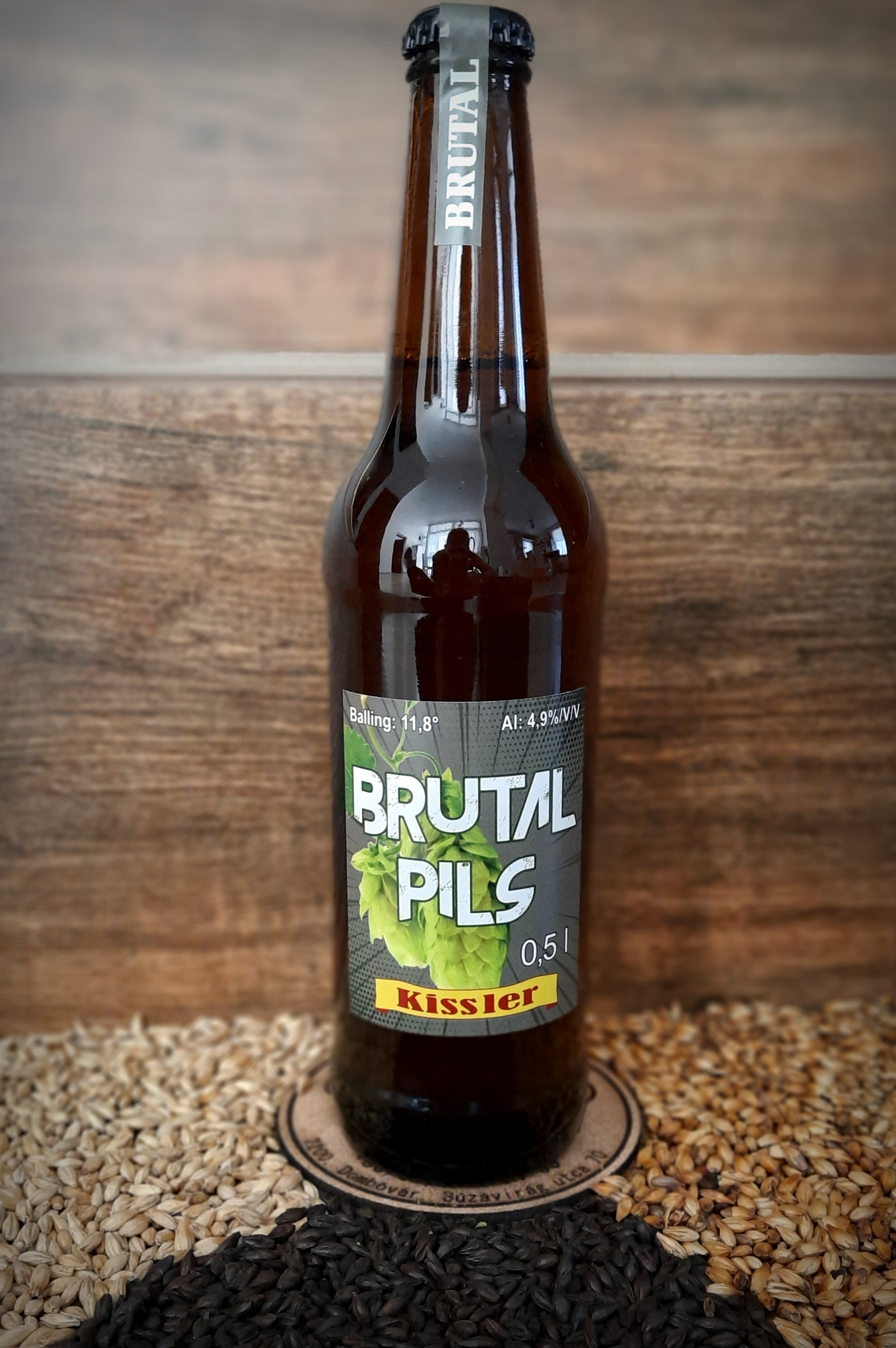
BrutálPils sör
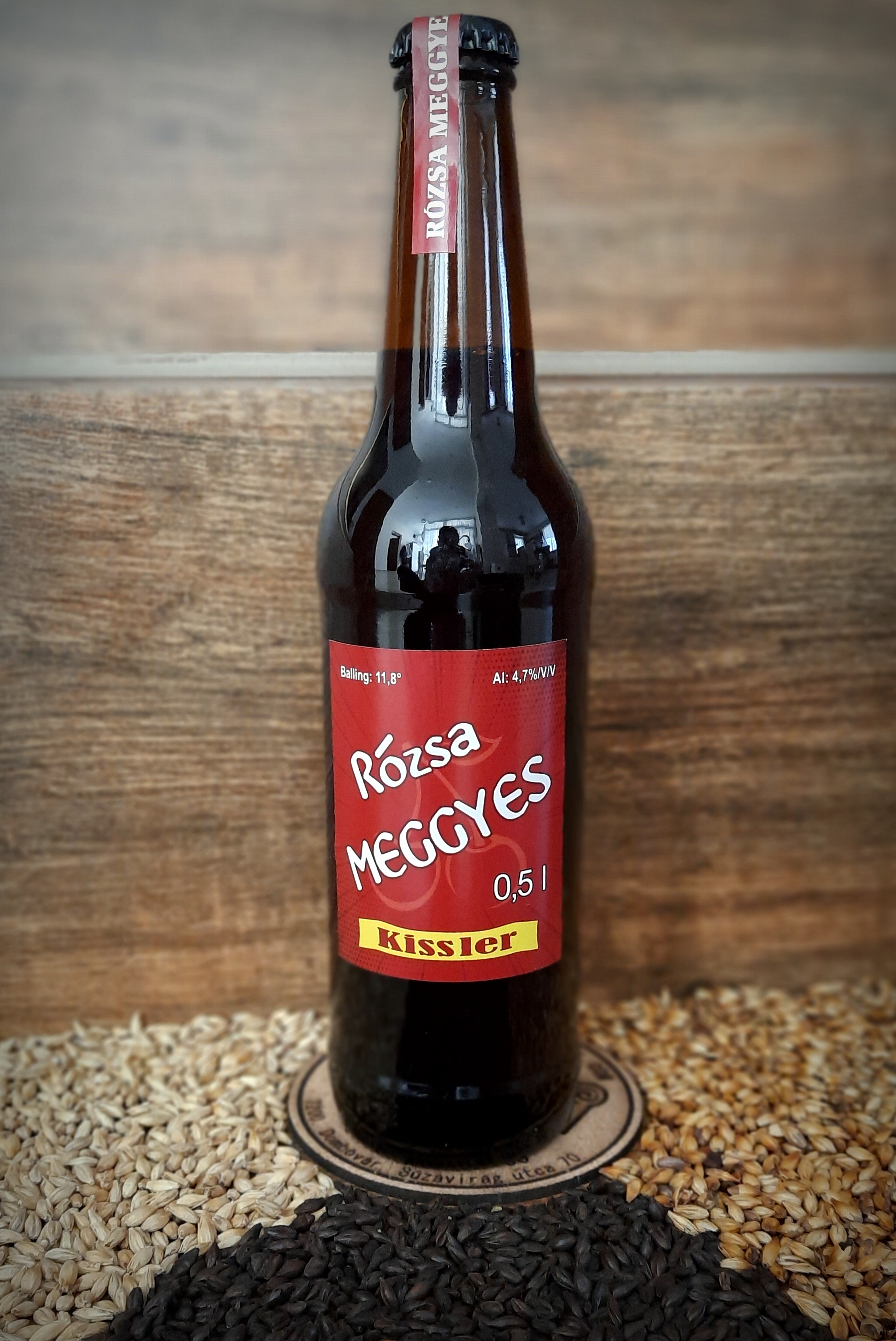
Rózsa meggyes sör
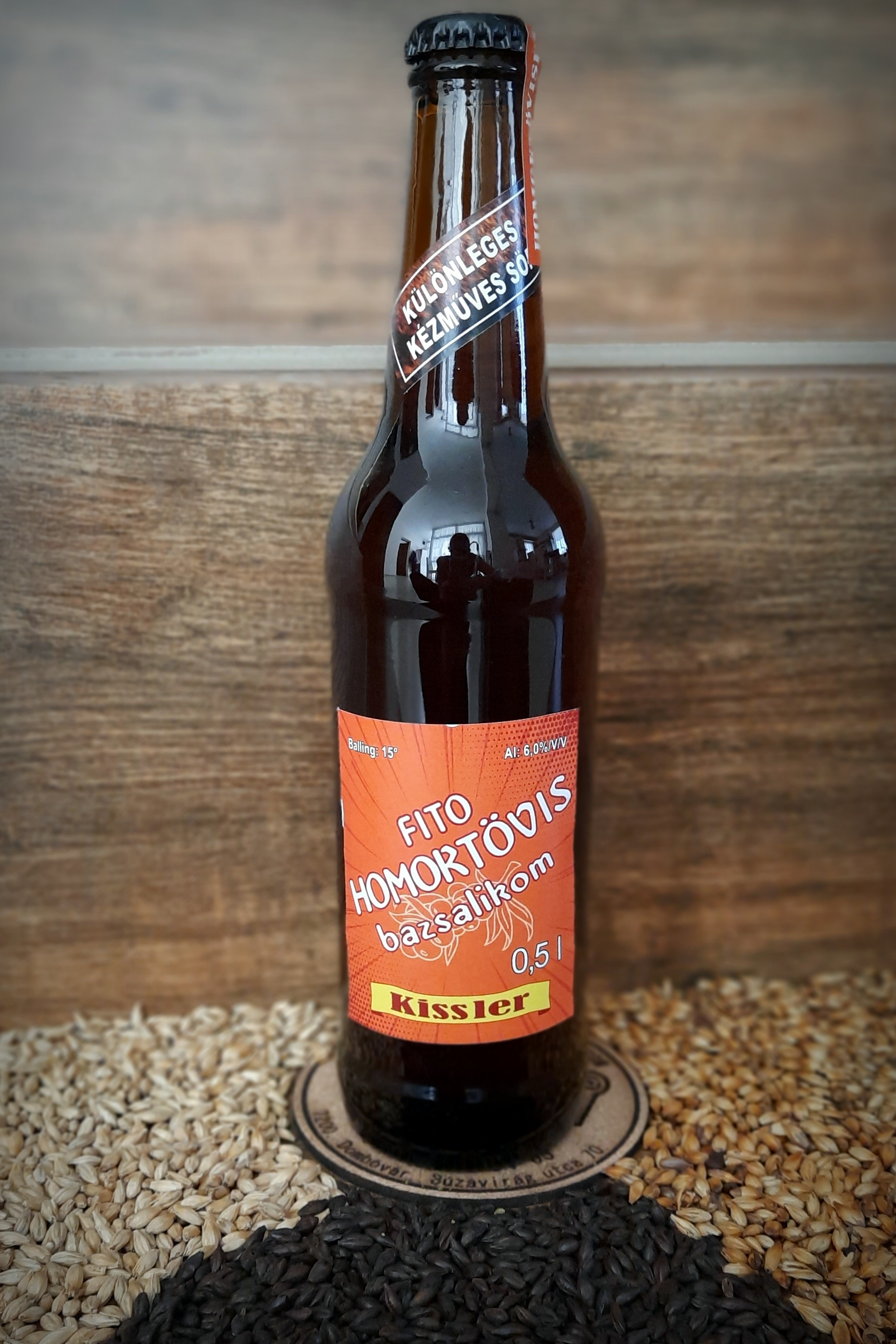
Fito homoktövis bazsalikom sör

### Zöld sör - Verda biero
2023 májusa óta kapható a dombóvári eszperantó sör is.

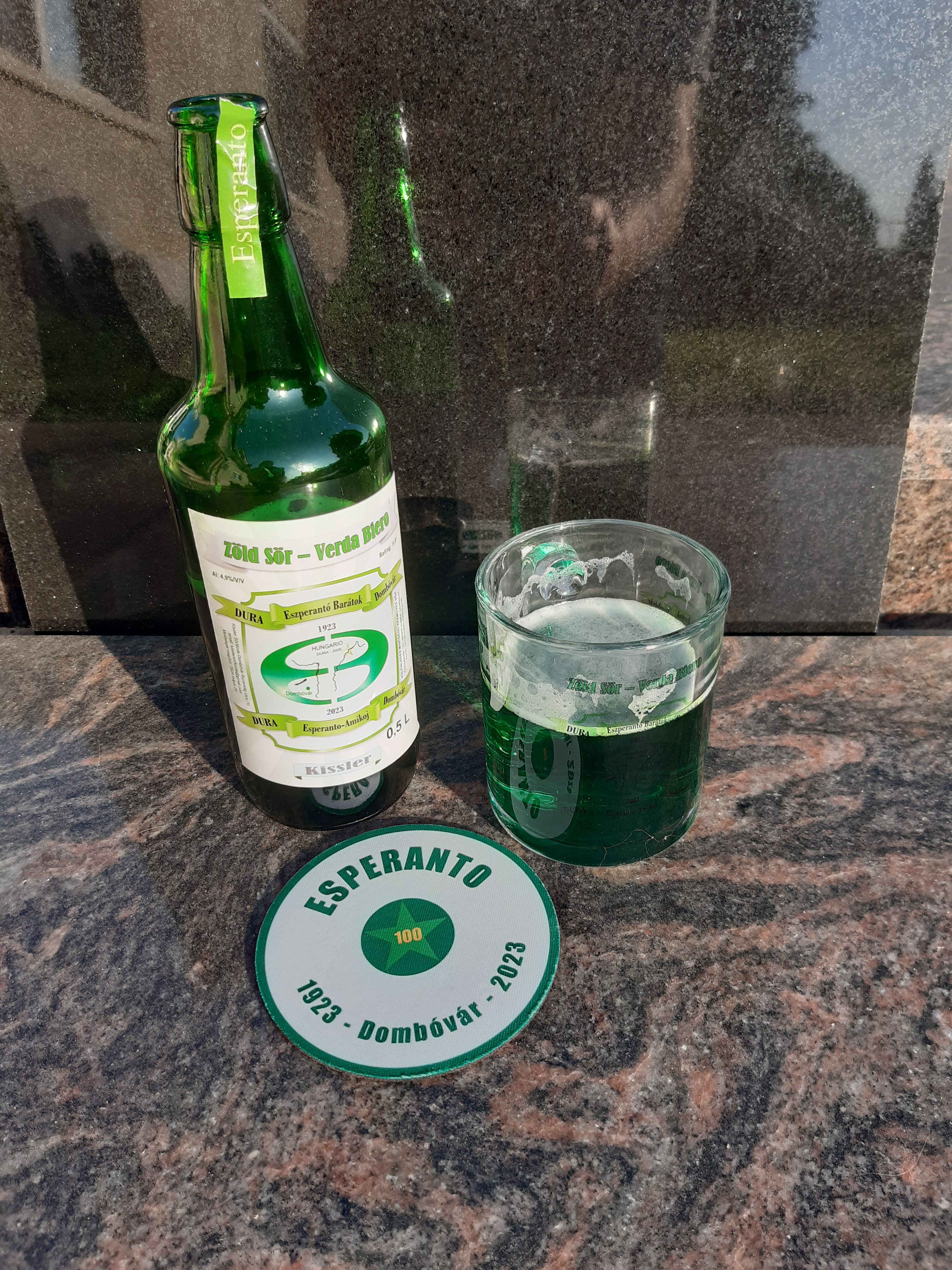
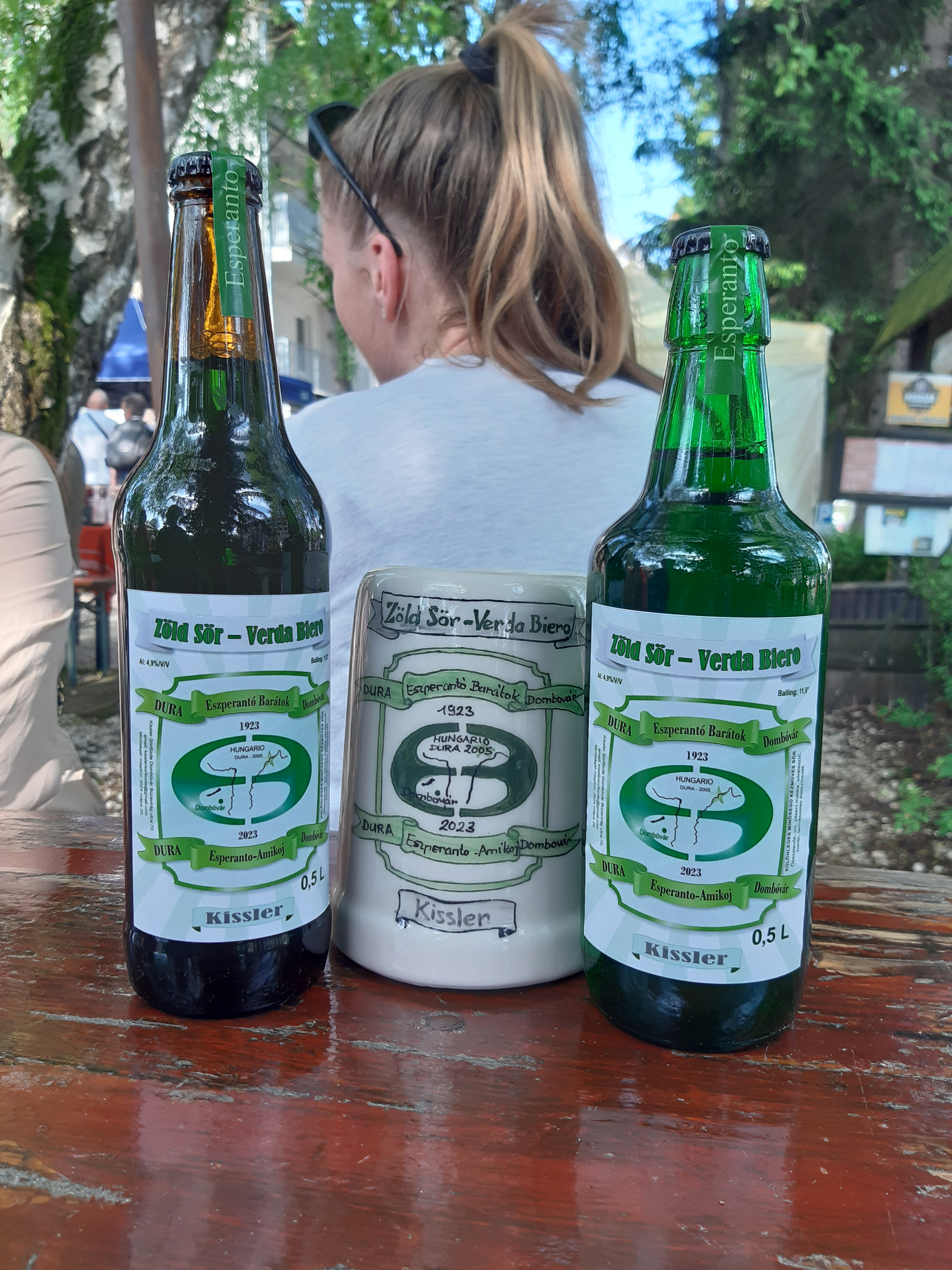

## Díjak, elismerések
- Kisüzemi Sörfőzdék Egyesülete V. Nemzetközi Sörverseny - Miskolc, 2004

Kissler Világos sör, arany diploma
- Kisüzemi Sörfőzdék Egyesülete VI. Nemzetközi Sörverseny - Miskolc, 2006

Kissler Jäger sör, gyémánt diploma
Kissler Barna sör, ezüst diploma
- Kisüzemi Sörfőzdék Egyesülete VII. Nemzetközi Sörverseny - Miskolc, 2008

Kissler Jäger sör, arany diploma
Kissler Barna sör, ezüst diploma
- Kisüzemi Sörfőzdék Egyesülete VIII. Nemzetközi Sörverseny - Miskolc, 2012

Kissler Ősforrás sör, bronz diploma
Kissler Holló sör, ezüst diploma
- Kisüzemi Sörfőzdék Egyesülete X. Nemzetközi Sörverseny - Miskolc, 2014

Kissler Ősforrás sör, arany diploma
Kissler Mária könnye sör, ezüst diploma
Kissler Fito sör, ezüst diploma
- Global Craft Beeer Awards - Berlin (Németország), 2014

Kissler Barna sör, leginnovatívabb sör
Kissler Fito sör, bronz diploma
- Kisüzemi Sörfőzdék Egyesülete XI. Nemzetközi Sörverseny - Miskolc, 2016

Kissler Woodler sör, bronz diploma
Kissler Zingibeer sör, bronz diploma
- Ivanich Antal Díj, Dombóvár - 2016
- Kisüzemi Sörfőzdék Egyesülete XII. Nemzetközi Sörverseny - Miskolc, 2018

Kissler Hungaria sör, bronz diploma